# Szelím Benasúr
Szelím Benasúr (arabul: سليم بن عاشور; Párizs, 1981. szeptember 8. –) tunéziai válogatott labdarúgó.

## Pályafutása

### Klubcsapatban
Párizsban született Franciaországban. A Paris Saint-Germain utánpótlásában nevelkedett. A felnőtt csapatban 2001-ben mutatkozott be és 2005-ig volt a klub játékosa. Két alkalommal szerepelt kölcsönben: 2002-ben az FC Martigues, 2003-ban a Troyes csapatánál. 2004-ben a PSG-vel megnyerte a francia kupát. A 2005–06-os szezonban a portugál Vitória Guimarãesben játszott. 2006 és 2008 között Oroszországban a Rubin Kazanyt erősítette. 2008 és 2009 között a kuvaiti Qadsia labdarúgója volt, melnyke tagjaként bajnoki címet szerzett. A 2009–10-es idényt a Málagánál töltötte Spanyolországban. 2011 és 2012 között a portugál Marítimóban szerepelt. 2012-től 2014-ig a ciprusi APÓEL volt a csapata, mellyel bajnokságot, kupát és szuperkupát is nyert. 2015-ben rövid ideig Indiában játszott a Mumbai City együttesében. 2018-ban a FC Martigues színeiben fejezte be a pályafutását. 

### A válogatottban
2002 és 2010 között 44 alkalommal szerepelt a tunéziai válogatottban és 2 gólt szerzett. Részt vett a 2002-es, a 2004-es és a 2006-os afrikai nemzetek kupáján, a 2005-ös konföderációs kupán, valamint a 2002-es világbajnokságon.

## Sikerei, díjai
Paris Saint-Germain
- Francia kupagyőztes (1): 2003–04

APÓEL
- Ciprusi bajnok (2): 2012–13, 2013–14
- Ciprusi kupagyőztes (1): 2013–14
- Ciprusi szuperkupagyőztes (1): 2013

Tunézia
- Afrikai nemzetek kupája győztes (1): 2004

## Külső hivatkozások
- Szelím Benasúr adatlapja a National-Football-Teams.com oldalon (angolul)

- Szelím Benasúr (angol nyelven). FootballDatabase.eu
- Szelím Benasúr (német nyelven). kicker.de
- Szelím Benasúr adatlapja a worldfootball.net oldalon (angolul)